# Albert Wenk
Pour les articles homonymes, voir Wenk.
Albert Wenk, né le 22 février 1863 à Bühl dans le grand-duché de Bade et mort le 8 novembre 1934 à Munich en Bavière, est un peintre allemand, spécialisé dans la peinture maritime et les paysages.

## Biographie
Il nait à Bühl dans le land de Bade-Wurtemberg en 1863. Il étudie au Collège universitaire Artesis d'Anvers avec pour premier professeur le peintre paysagiste Gérard Jozef Adrian van Luppen. Il poursuite sa formation à l'académie des beaux-arts de Düsseldorf puis à l'académie des beaux-arts de Karlsruhe auprès du peintre Gustav Schönleber.
L’œuvre de Wenk comprend notamment de nombreuses peintures de paysages méditerranéens, comme les îles de Capri et de la Sicile, la côte amalfitaine, la baie de Naples, le golfe de Salerne et la côte Dalmate. Il a également peint le lac de Constance, les abords du Rhin et l'île anglo-normande de Jersey et a effectué plusieurs voyages d'études aux Pays-Bas, en Allemagne et en France, visitant notamment la Bretagne et la Normandie. Il fut également membre de l'association Coopérative d'artistes de Munich (de) qui regroupait de nombreux artistes indépendants en Bavière.
Il décède à Munich en 1934.
Ces œuvres sont notamment visibles au musée international de la marine de Hambourg, au Frye Art Museum (en) de Seattle et dans de nombreuses collections privées.

## Galerie

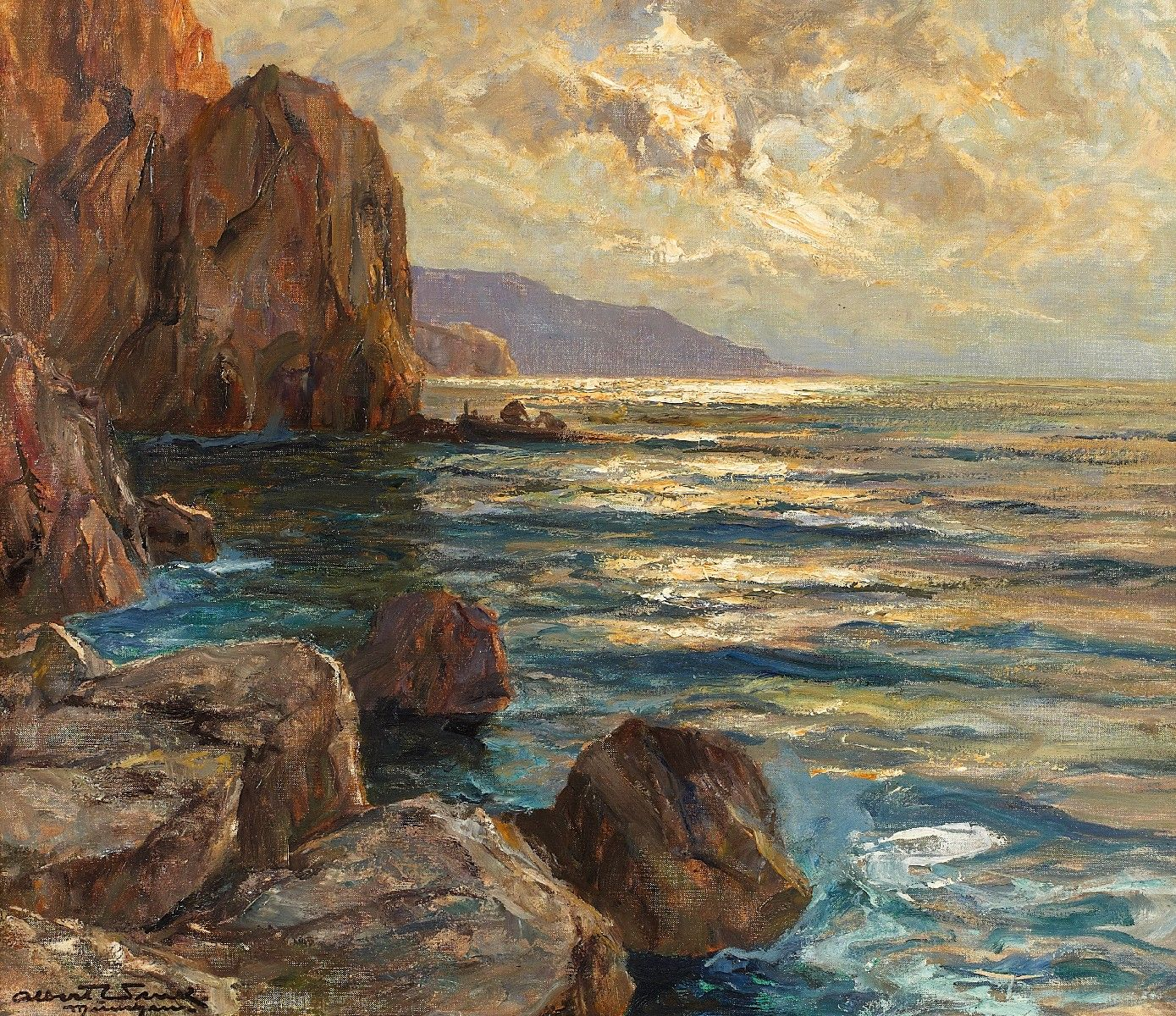
Côte rocheuse dans la lumière du soir (sans date)
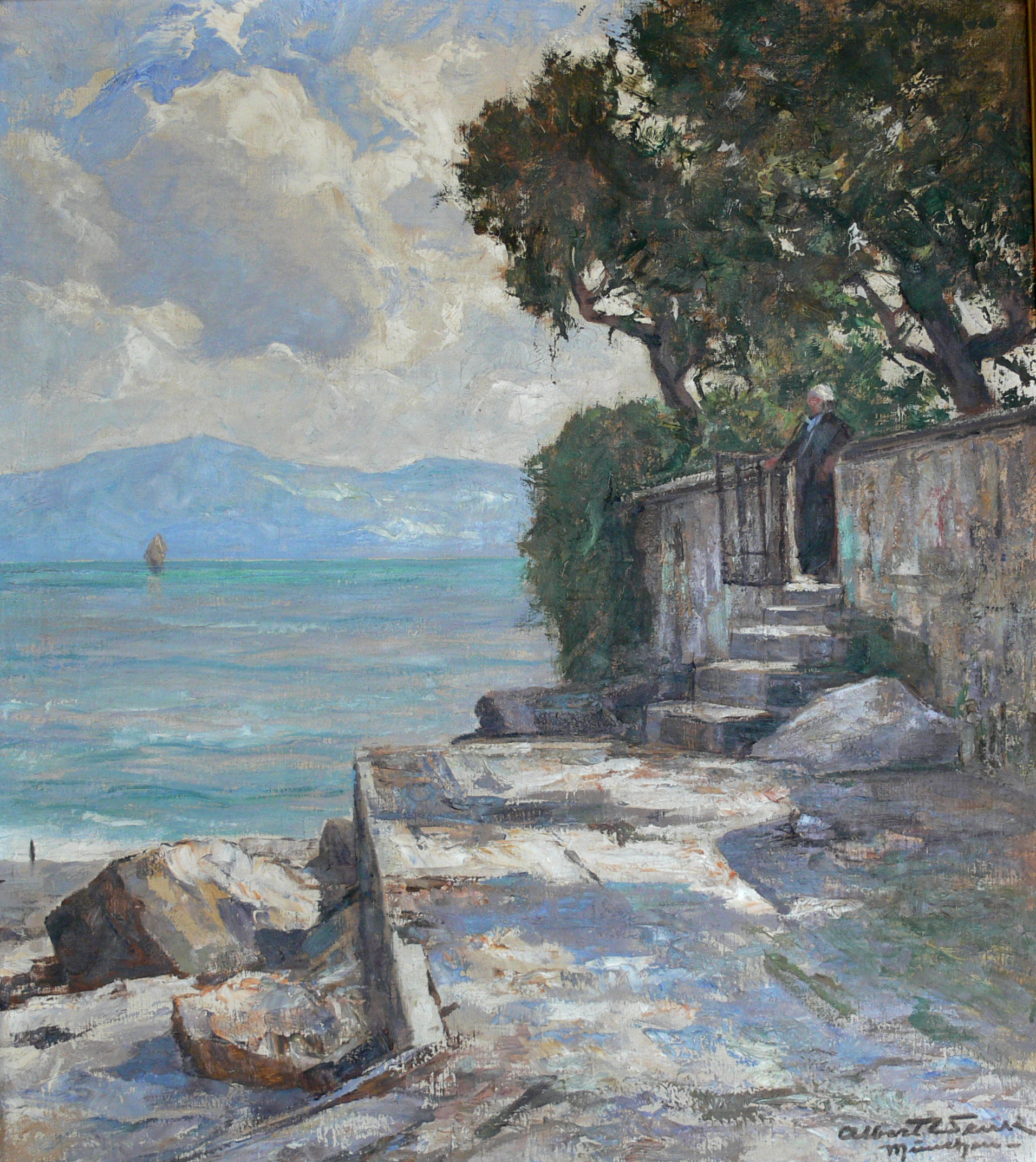
Le lac de Constance (vers 1920)
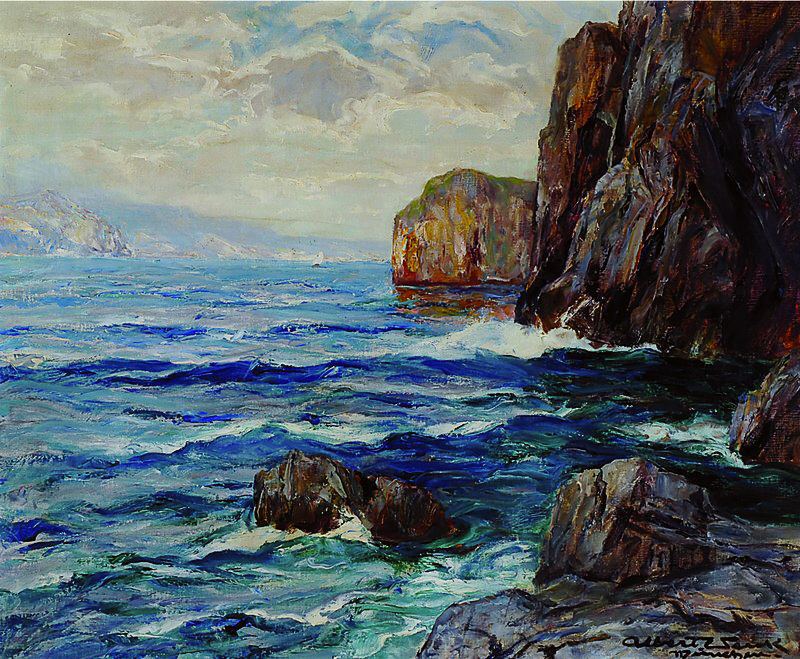
Côtes rocheuses (sans date)
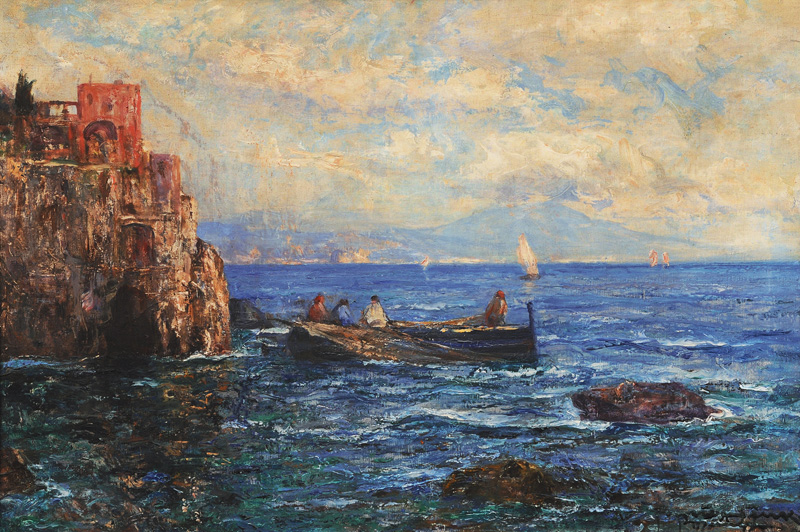
Capri et la grotte bleue (sans date)
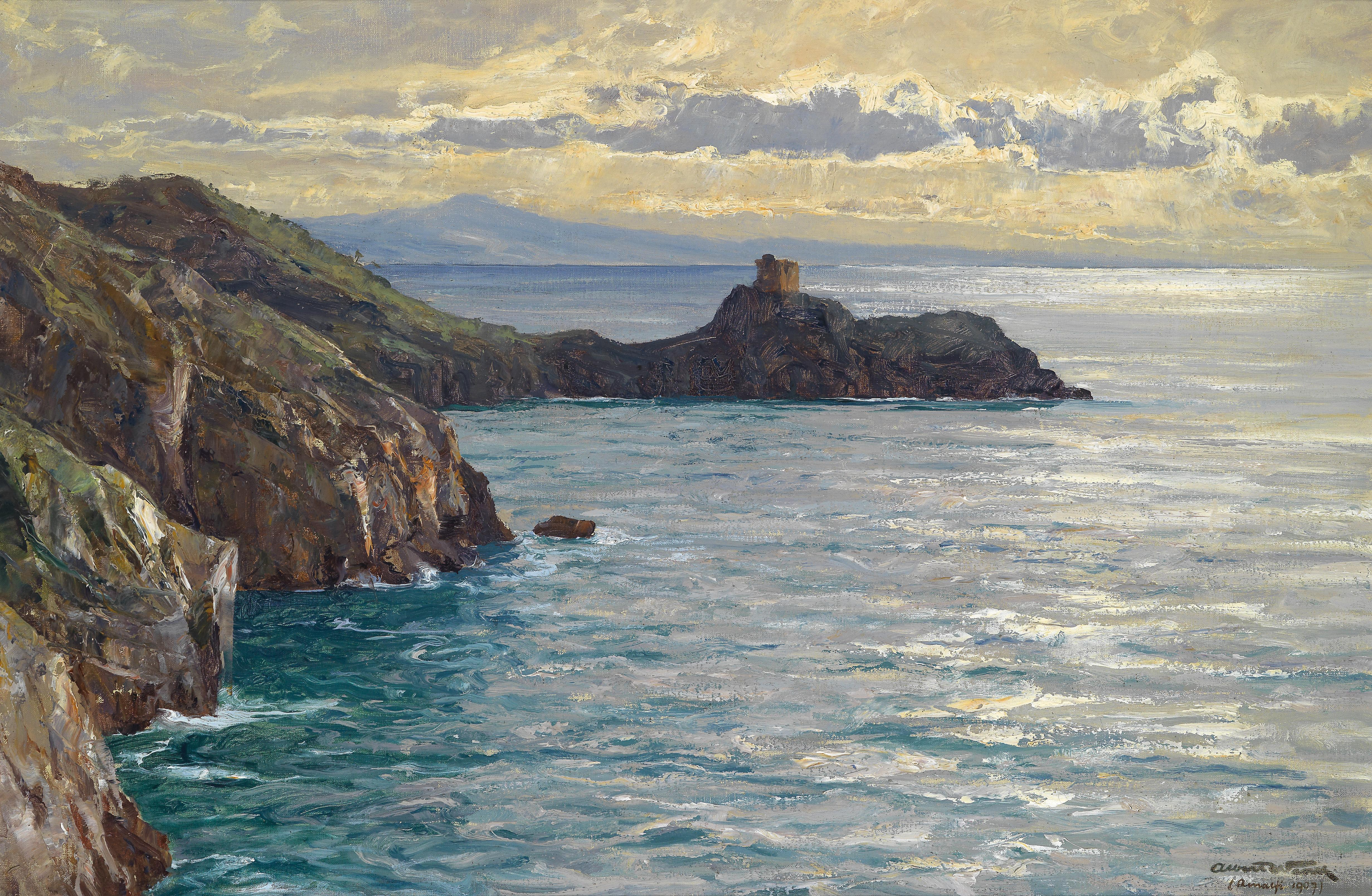
Côte amalfitaine (sans date)
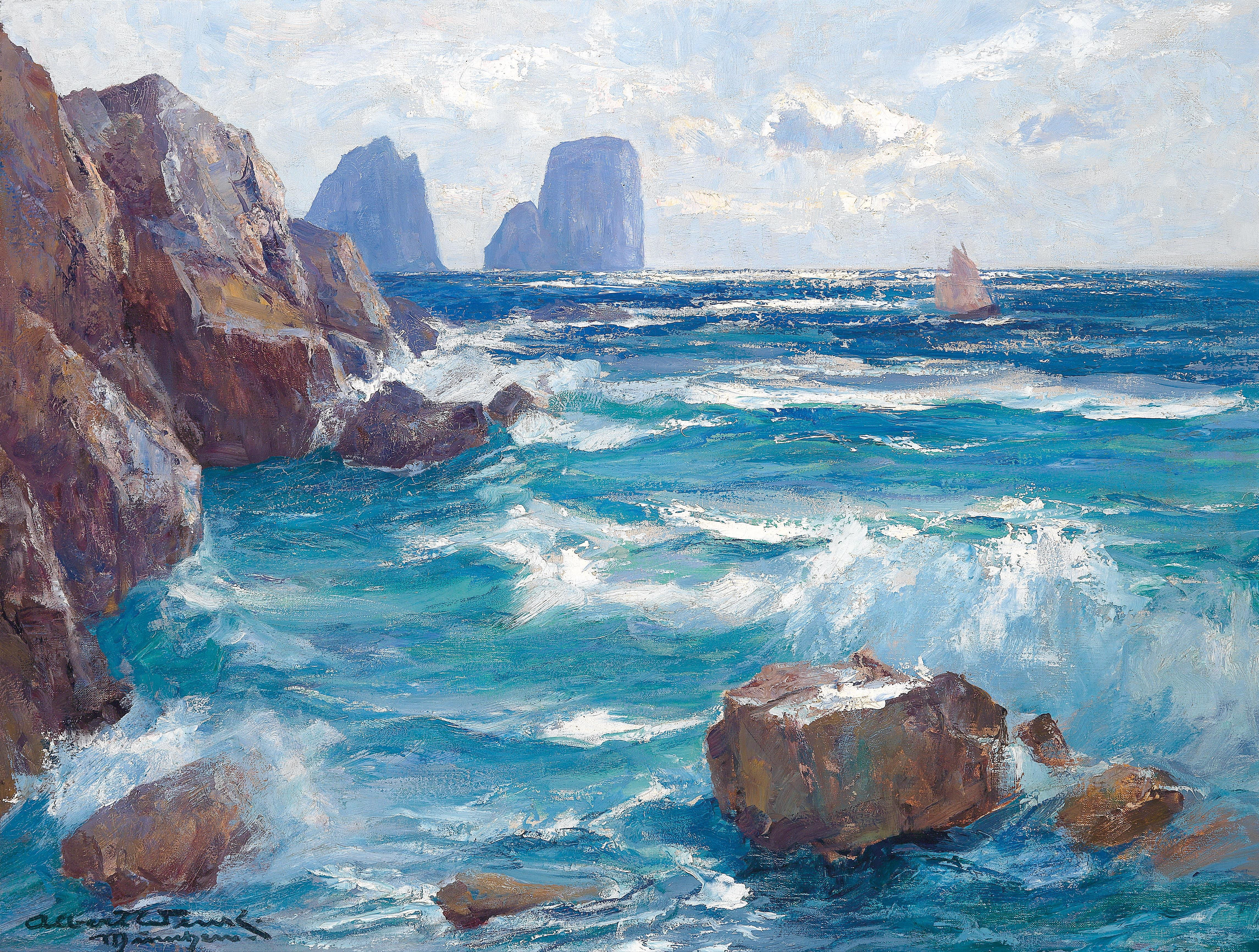
Capri (sans date)
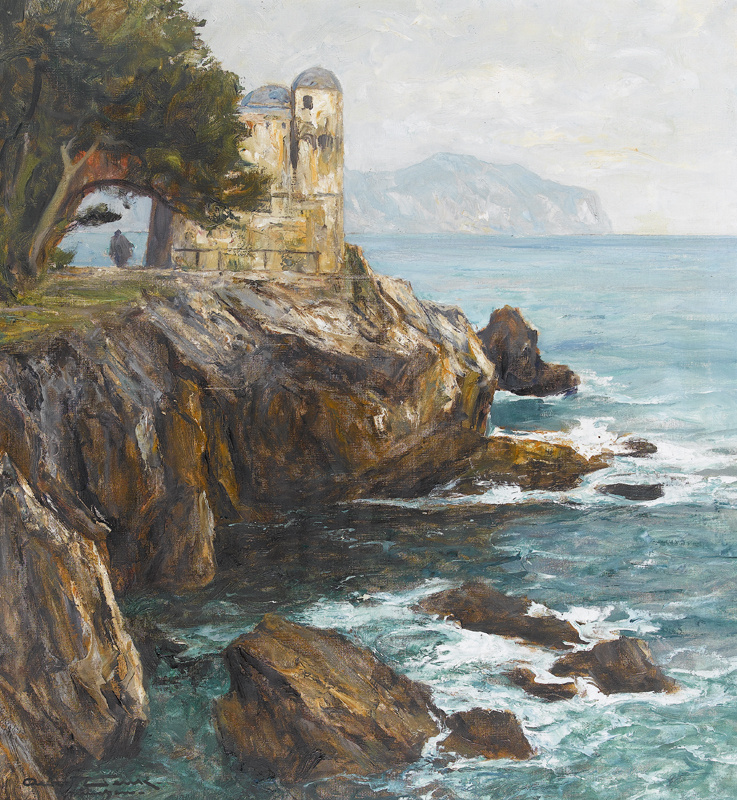
Littoral rocheux près de Nervi (sans date)
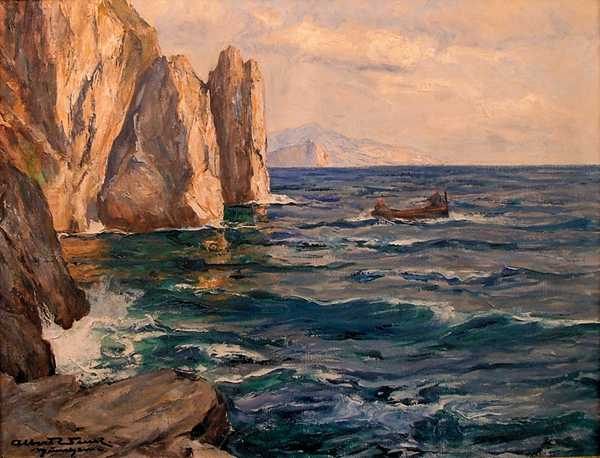
Côte italienne (sans date)
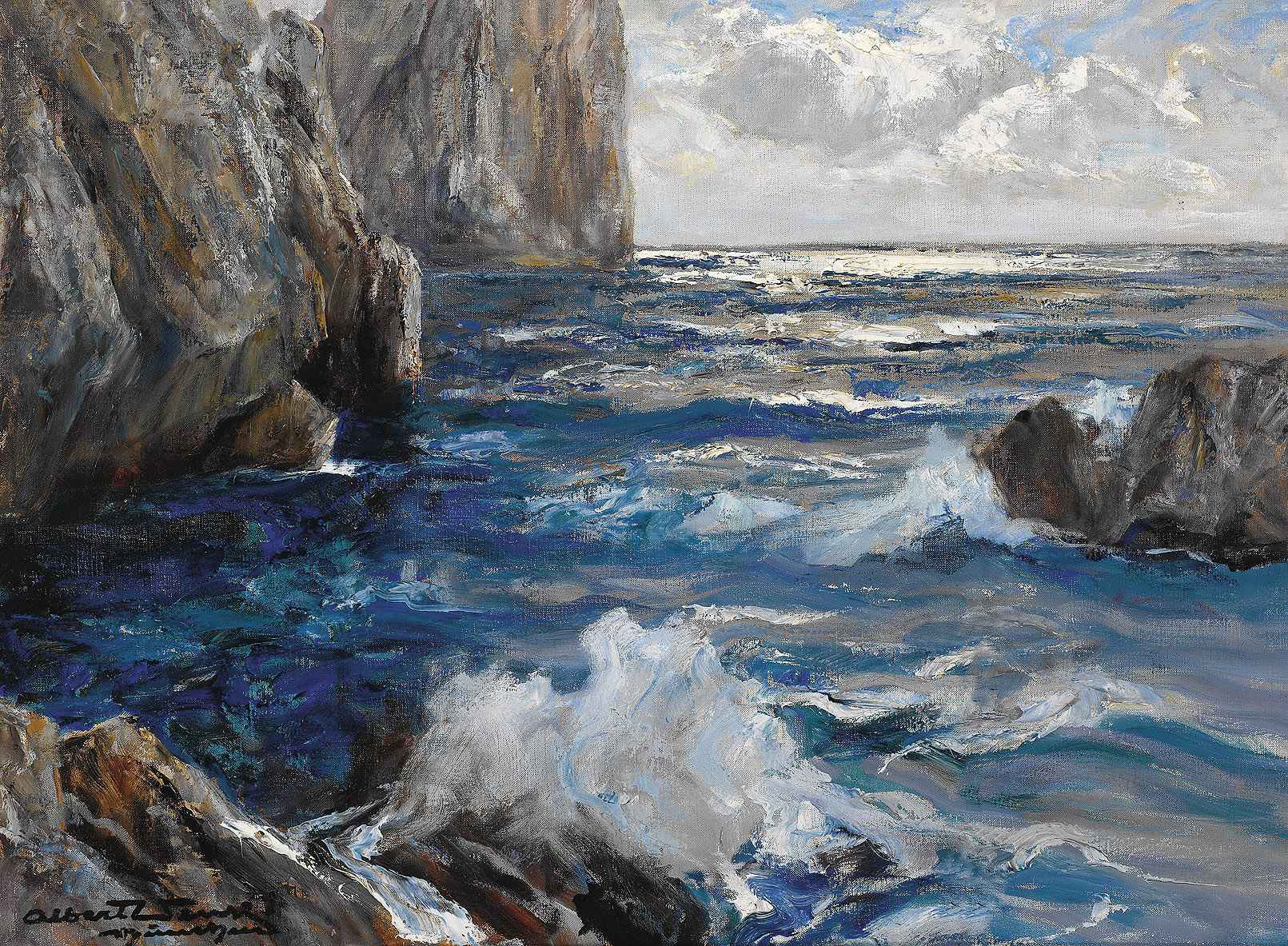
Vue des rochers des Faraglioni di Capri (sans date)
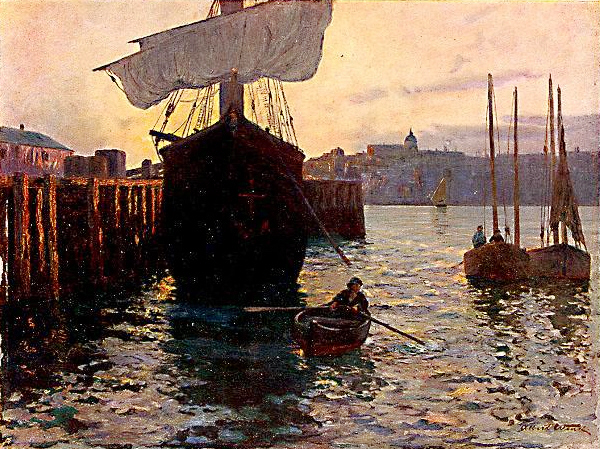
Dans le port de Jersey (sans date)
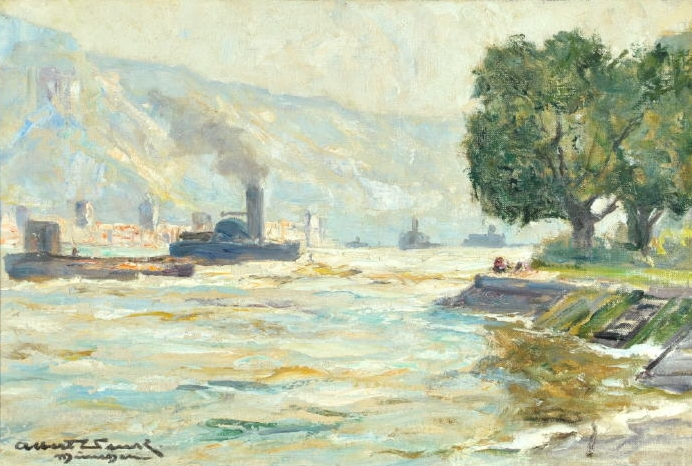
Vue sur le Rhin (sans date)
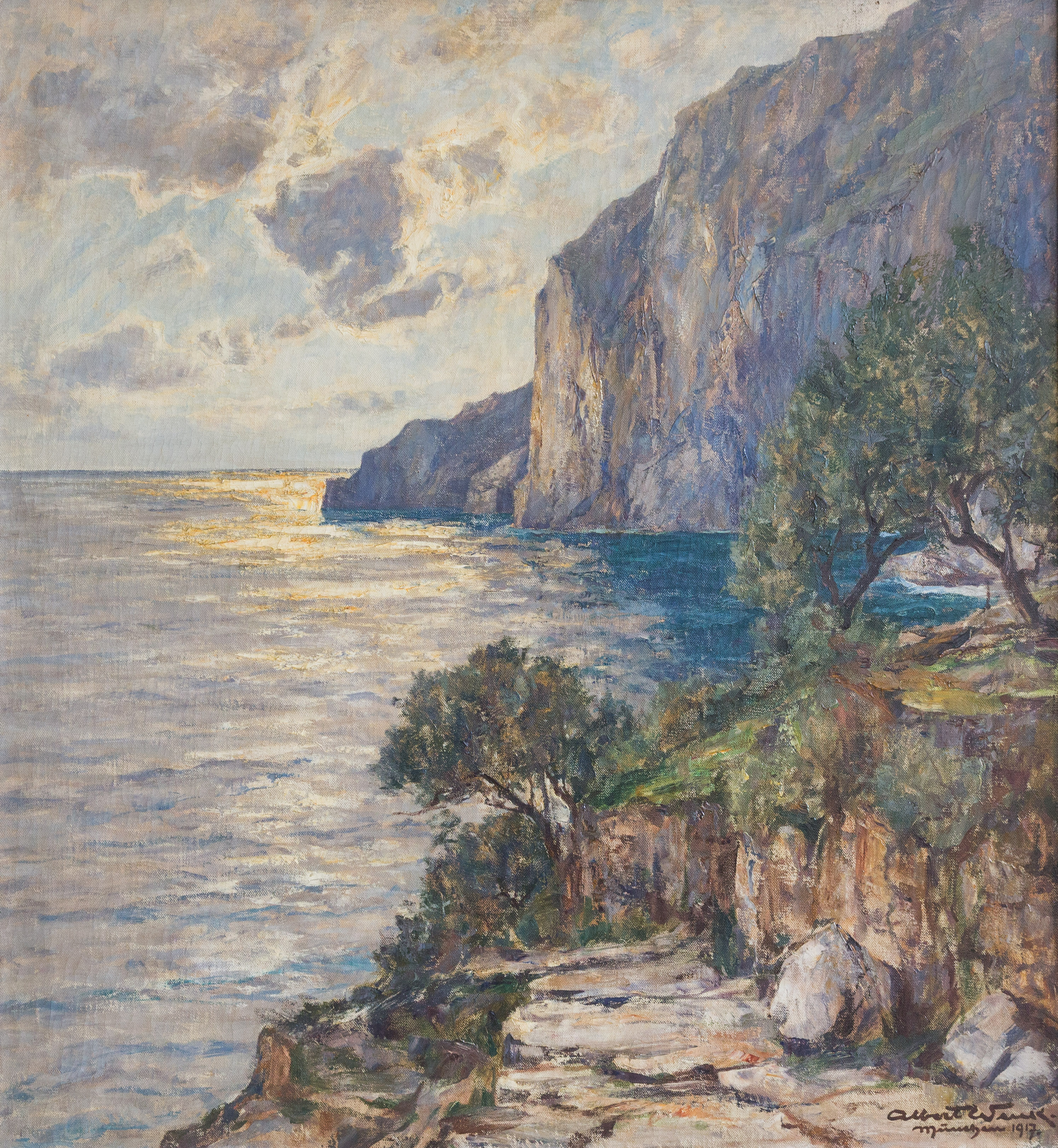
Sur le chemin des Faraglioni di Capri (1917)

## Source
- (de) Marco Müller et Michael Brunner, Albert Wenk (1863-1934): Maler der Meere und Seen, Petersberg, Michael Imhof Verlag, 2015 (ISBN 978-3731902416).